# Faouzia

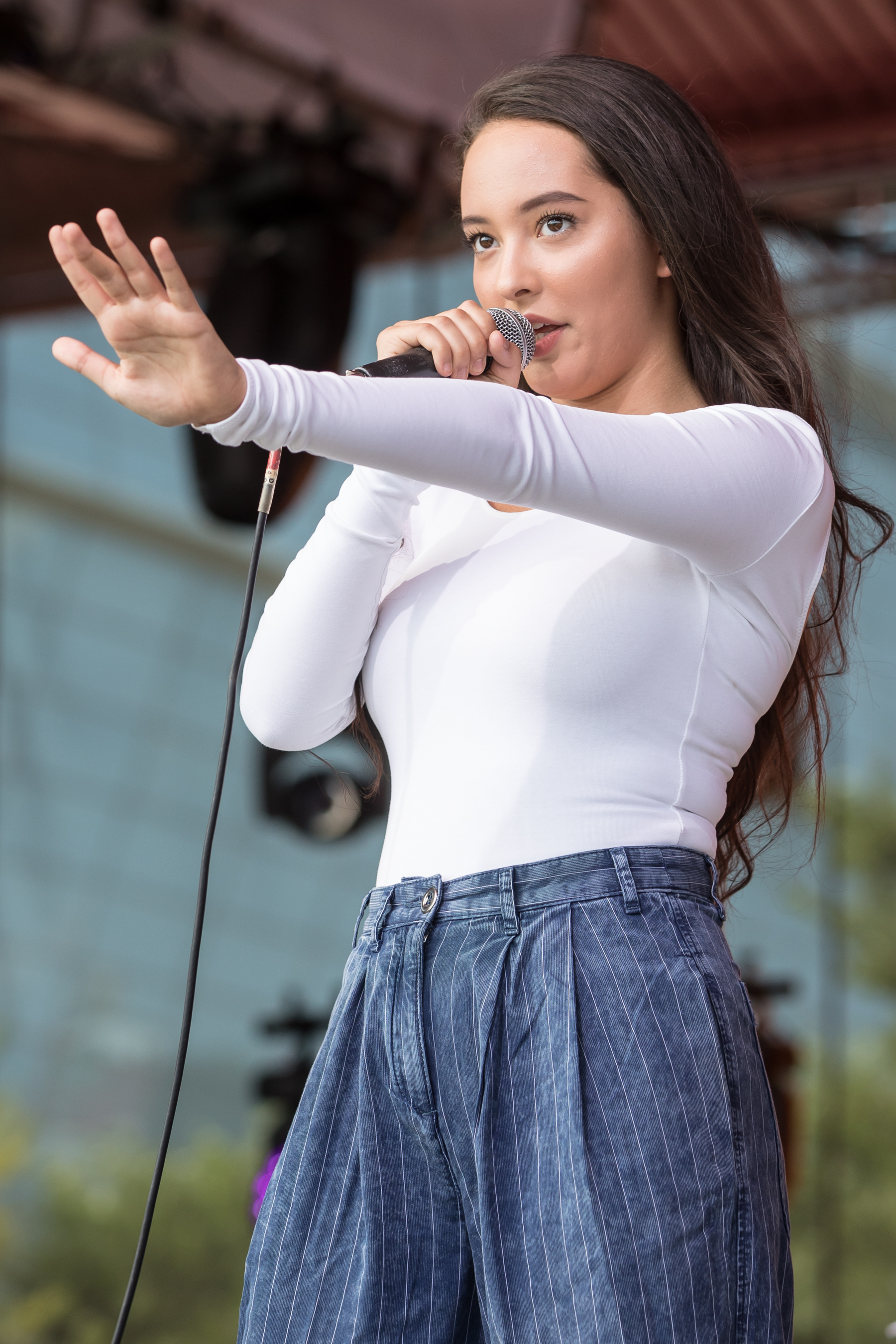
Faouzia bei den Canada Summer Games, 2017

Faouzia Ouihya, bekannt als Faouzia (* 5. Juli 2000 in Casablanca), ist eine kanadisch-marokkanische Singer-Songwriterin.

## Leben und Karriere
Faouzia zog im Alter von fünf Jahren mit ihrer Familie nach Notre Dame de Lourdes (Manitoba) und später nach Carman. Sie gewann beim Musik-Festival La chicane Éléctrique 2015 den Publikumspreis, den Preis Song of the Year und den Grand Prix. Sie veröffentlicht ihre eigenen Songs und Coverversionen bekannter Hits auf YouTube und wurde daraufhin vom Label ParadigmTalent Agency unter Vertrag genommen.
2016 erreichte sie den zweiten Platz im Emerging Artist Mentorship Program beim Canada's Walk of Fame in Toronto. Im Jahr 2017 erhielt sie zudem den Grand Prize beim Unsigned Only-Musikwettbewerb in Nashville. Ebenfalls 2017 kollaborierte sie mit dem manitobanischen Künstler Matt Epp auf der Single The Sound und gewann die International Songwriting Competition. Sie waren die ersten Kanadier, die diesen Preis gewannen; an der Competition nahmen rund 16.000 Songwriter aus 137 verschiedenen Ländern teil. Faouzia trat 2017 bei der Feier des 150-jährigen Jubiläums der Kanadischen Konföderation  mit dem Winnipeg Symphony Orchestra in The Forks in Winnipeg auf.
Sie ist im 2018 erschienenen Song Battle von David Guetta auf dessen Album 7 zu hören. Der französische Rapper Ninho nahm das Lied Money mit ihr auf, das im Juli 2019 Goldstatus erreichte.
Faouzia spricht fließend englisch, französisch und arabisch.
Seit 2015 veröffentlicht sie in unregelmäßigen Abständen Singles, oft auch mit dazugehörigem Musikvideo. Ein Alleinstellungsmerkmal Faouzias ist, dass sie oft unfertige Versionen von geplanten Lieder, sogenannte work in progress Versionen, auf ihren Social-Media-Kanälen veröffentlicht.
2020 produzierte Faouzia zur Corona-Pandemie eine Single namens Wake Me When It's Over mit einem dazugehörigen Video, das sie zuhause aufgenommen hat. Im April 2020 erschien außerdem  I Dare You (كنتحداك) von Kelly Clarkson, auf dem sie mit Clarkson gemeinsam die arabische Version des Titels I Dare You singt. Clarkson hatte im Rahmen der Singleveröffentlichung neben einer englischen und einer arabischen Version auch eine französische, deutsche, spanische und hebräische Version mit Künstlern dieser Muttersprachen aufgenommen und selbst auch in dieser Sprache gesungen.

## Diskografie

### Singles
- 2015: Knock on My Door
- 2017: My Heart’s Grave
- 2018: Bad Dreams (Piano-Version)
- 2018: This Mountain
- 2019: Exothermic (Piano-Version)
- 2019: Born Without a Heart
- 2019: You Don’t Even Know Me
- 2019: Tears of Gold (CA: Gold)[13]
- 2020: The Road
- 2020: Wake Me When It’s Over
- 2020: Secrets
- 2020: How It All Works Out
- 2020: 100 Band-Aids
- 2020: Elon
- 2020: Minefields (mit John Legend, CA: Gold)
- 2021: Hero
- 2021: Puppet
- 2022: RIP, Love
- 2023: Blue
- 2023: Don‘t Call Me
- 2023: La La La
- 2023: IL0V3Y0U
- 2024: Fur Elise
- 2024: What A Woman
- 2024: ICE
- 2025: Porcelain
- 2025: BAYNA
- 2025: UNETHICAL